# Storona, Drohobîci
Storona (în ucraineană Сторона) este un sat în așezarea urbană Pidbuj din raionul Drohobîci, regiunea Liov, Ucraina.

## Demografie
Componența lingvistică a localității Storona
     Ucraineană (100%)
Conform recensământului din 2001, toată populația localității Storona era vorbitoare de ucraineană (100%).